# Katharine Stewart-Murray
Katharine Stewart-Murray (Edinburgh, 6 november 1874 – aldaar, 21 oktober 1960) was een Britse aristocrate en politicus voor de Unionist Party. Vanwege haar aristocratische achtergrond en sociale politiek stond ze bekend als de "Red Duchess".

## Biografie

### Vroege jaren
Ze werd geboren als Katharine Marjory Ramsay als dochter van baron James Ramsay en Charlotte Fanning Ramsay. Ze verkreeg haar scholing aan de Wilmbledon High School en het Royal College of Music. Op 20 juli 1899 huwde ze met de latere hertog van Atholl, John Stewart-Murray.
Tijdens de Eerste Wereldoorlog deed ze het nodige liefdadigheidswerk. Zo was ze betrokken bij het invloedrijke Highlands and Islands Medical Service Committee, wat een voorloper zou worden van de National Health Service. Voor haar werk tijdens de Eerste Wereldoorlog verkreeg Stewart-Murray een onderscheiding. In deze fase van haar leven was ze ook een uitgesproken tegenstander van vrouwenkiesrecht.

### Politieke carrière
Haar echtgenote was in de periode 1910-1917 parlementslid en na zijn overlijden in 1917 stelde zij zich verkiesbaar in hetzelfde kiesdistrict. Ze besloot om zich kandidaat te stellen, zodat conservatieve mannen konden wennen aan vrouwen in de politiek. In 1923 werd Stewart-Murray verkozen tot de allereerste vrouwelijke Schotse parlementariër.
Stewart-Murray stelde samen met Eleanor Rathbone een commissie in die onderzoek deed naar Clitoridectomie en voerde gedurende de jaren 1930 campagne over de kwestie. Deze zaak hadden de vrouwen voor het eerst ter sprake gebracht tijdens een debat op 11 december 1929. Ook introduceerde Stewart-Murray de Illegitimate Children (Scotland) Act 1930.
Toen de Spaanse Burgeroorlog in 1936 uitbrak, reisde Stewart-Murray af naar Spanje en werd ze de voorzitter van de National Joint Committee for Spanish Relief. Na het Bombardement op Guernica kreeg de commissie van Stewart-Murray het voor elkaar dat de regering kinderen uit het oorlogsgebied accepteerden als vluchtelingen. In totaal ontvluchten 4.000 kinderen Spanje naar het Verenigd Koninkrijk door de hulp van Stewart-Murray. Ook sprak ze zich uit tegen de werkkampen van de Sovjet-Unie.
Stewart-Murray maakte zich net zoals Rathbone zorgen over de opkomst van het fascisme. Zo sprak ze zich uit tegen de non-interventiepolitiek van de Britse overheid ten aanzien van de Spaanse Burgeroorlog. Ook was ze een felle tegenstander van de Appeasementpolitiek richting Adolf Hitler. Uit onvrede hierover gaf ze haar zetel in het parlement op en stelde zich vervolgens als onafhankelijke kandidaat weer beschikbaar. Ditmaal verloor ze de verkiezingen van haar conservatieve tegenstander.

### Latere jaren
Ondanks dat ze niet verkozen was bleef Stewart-Murray wel politiek actief. Toen de Spaanse Burgeroorlog ten einde kwam in 1939 bezocht ze de vluchtelingenkampen in Zuid-Frankrijk. Na de Tweede Wereldoorlog stichtte ze de British League for European Freedom waar ze tevens voorzitter van werd. Deze organisatie zette zich in voor het aan het licht brengen van mensenrechtenschendingen in het door de Sovjets gedomineerde Oost-Europa.